# Menkauré
Menkauré (mn-k3.w-rˁ, nevének jelentése: Ré lelkei örökkévalóak; görögül Mükerinosz), (ur.: kb. i. e. 2532 – i. e. 2503) ókori egyiptomi fáraó, az óbirodalmi IV. dinasztia uralkodója, a Menkauré-piramis építtetője.

## Élete és családja
Hafré fáraó fia volt, valószínűleg I. Hamerernebti királynétól. Legalább két felesége volt, mivel piramisa mellett két kis piramis áll, az egyikben meg is találták egy fiatal nő csontvázát; egyik felesége valószínűleg testvére, II. Hamerernebti, akinek fiát, Huenré herceget Menkauré piramisa közelében temették el; a herceg anyját királynéként ábrázolják a sírban. Ismert ebből az időből egy Rehetré nevű királyi hölgy is, akinek saját sírja volt; király leányának és feleségének nevezik, talán Hafré lánya és Menkauré felesége.
Menkauré utóda, Sepszeszkaf talán a fia volt; előfordulhat, hogy szintén a fia volt Szehemré, akit egy felirat „a király legidősebb fia”-ként említ, és szobrát a galarzai sírban találták meg, így valószínűleg valamelyik Hamerernebti királynéval állt rokonságban. Menkauré leánya volt Hentkauesz, aki Sepszeszkaf felesége, és talán ő biztosította számára a trónhoz való jogot.

## Piramisa
A három közismert gízai piramis közül a legkisebb Menkauré piramisa. A piramis mellett három királynői mellékpiramis található, és felismerhetők a járulékos építmények is.

## Titulatúra
A fáraók titulatúrájának magyarázatát és történetét lásd az Ötelemű titulatúra szócikkben.
| G5 |

| G5 |

| D28 | E1 · X |

| D28 | E1 · X |

| D28 | E1 · X |

| D28 | E1 · X |

| G5 |

| G5 |

| D28 | E1 · X |

| D28 | E1 · X |

| D28 | E1 · X |

| D28 | E1 · X |

| G16 |

| G16 |

| D28 | E1 |

| D28 | E1 |

| G16 |

| G16 |

| D28 | E1 |

| D28 | E1 |

| G8 |

| G8 |

| R8 · G7 · S12 |

| R8 · G7 · S12 |

| G8 |

| G8 |

| R8 · G7 · S12 |

| R8 · G7 · S12 |

| G39 | N5 | \| \| |
|     |    |       |

|  |

| G39 | N5 | \| \| |
|     |    |       |

|  |

| ra · mn | kA · kA · kA |

| ra · mn | kA · kA · kA |

| ra · mn | kA · kA · kA |

| ra · mn | kA · kA · kA |

| ra · mn | kA · kA · kA |

| ra · mn | kA · kA · kA |

| ra · mn | kA · kA · kA |

| ra · mn | kA · kA · kA |

| G39 | N5 | \| \| |
|     |    |       |

|  |

| G39 | N5 | \| \| |
|     |    |       |

|  |

| ra · mn | kA · kA · kA |

| ra · mn | kA · kA · kA |

| ra · mn | kA · kA · kA |

| ra · mn | kA · kA · kA |

| ra · mn | kA · kA · kA |

| ra · mn | kA · kA · kA |

| ra · mn | kA · kA · kA |

| ra · mn | kA · kA · kA |

Alternatív írásmódú Hórusz-neve:
| D28 | D52 · X |

| D28 | D52 · X |

A szakkarai királylistán:
| N5 | HASH | HASH | D28 · D28 |

| N5 | HASH | HASH | D28 · D28 |

Az abüdoszi királylistán:
| N5 · Y5 · n | D28 · Z2 |

| N5 · Y5 · n | D28 · Z2 |